# آرگاس ایرانی
آرگاس ایرانی (نام علمی: Argas persicus) نام یک گونه از سرده آرگاس است.
این کنه اولین بار توسط محقق آلمانی بنام Oken در میانه ایران کشف شد.
این کنه، انگل پرندگان، بخصوص مرغ‌های خانگی می‌باشد و می‌تواند ضمن خونخواری از میزبان خود، یکسری بیماری مثل بورلیا را به آن منتقل کند.
طول عمر آن بین شش تا نه ماه است.